# سام سليمان
سام سليمان (بالإنجليزية: Sam Soliman) مواليد 13 نوفمبر 1973 في ملبورن، هو ملاكم أسترالي من أصل مصري يصنف ضمن فئة الوزن المتوسط.

## إحصائيات
خاض خلال مسيرته 58 نزالا، فاز في 44 وخسر في 13. فاز بالضربة القاضية في 18 نزالا.

## وصلات خارجية
- سام سليمان على موقع بوكس ريك (الإنجليزية) (registration required)
- الموقع الرسمي